# INSEE-kód
Az INSEE kódok (vagy Insee kódok) Franciaországban használatos numerikus vagy alfanumerikus kódok, melyeket a személyek, közösségek és vállalatok különféle statisztikai adatainak gyűjtésével és elemzésével foglalkozó állami szervezet, a Nemzeti Statisztikai és Gazdasági Tanulmányok Intézete dolgozott ki. Az INSEE elnevezés az intézet francia nevének rövidítéséből ered: Institut national de la statistique et des études économiques.
Az INSEE kódok közé tartoznak:
- a nemzeti személyazonosító (NIR),
- a helyhatósági azonosítók,
- a vállalati azonosítók,
- a szakmai tevékenységi azonosítók.

A népnyelv INSEE kódnak nevezi a francia települések INSEE által kidolgozott jegyzékét, a hivatalos földrajzi kódot is.

## Személyazonosító
Franciaországban születésekor minden személyt egy tizenöt jegyű számmal azonosítanak. Ez a szám – ismertebb nevén: társadalombiztosítási szám – a nemzeti személyazonosítási jegyzékbe (NIR) történő felvételkor keletkezik.

### A NIR jelentése
A számok jelentése a következő:
| Helye        | Jelentése                                                                            |
| 1            | a személy neme: 1 a férfiak, 2 a nők esetében[1]                                     |
| 2 és 3       | a születési évszám utolsó két számjegye (ami évszázad pontossággal adja meg az évet) |
| 4 és 5       | a születés hónapja (01 – 12)[2]                                                      |
| 6 és 7       | a születés megyéje (Korzika esetében 2A vagy 2B)[3]                                  |
| 8, 9 és 10   | a születés településének sorszáma a megyén belül[2][3]                               |
| 11, 12 és 13 | a születési bizonyítvány sorszáma[4]                                                 |
| 14 és 15     | ellenőrző szám[5]                                                                    |

[1] A 'nem' kódjaként ideiglenes jegyzékbevétel esetén 7 vagy 8 szerepel, például olyan személyeknél, akik valamilyen oknál fogva jegyzékbevétel nélkül találnak kereső foglalkozást. A Vichy-rezsim idején ez a szám szolgált a zsidók, az algériai muszlimok és a külföldiek számbavételére.
[2] Különleges kódokat alkalmaznak, ha a családi állapottal kapcsolatos okmányok, vagy azok adatai nem teljesek (20 feletti hónapszámot szerepeltetnek az ismeretlen születési hónap jelölésére, 990-es településkódot, amennyiben a születési hely nem ismert). Ezek az esetek a mai pontos és alapos születési anyakönyvezés gyakorlata miatt rendkívül ritkán fordulnak elő.
[3] A tengerentúli megyék esetében fenntartották a háromjegyű megyeszámot, ugyanakkor a településeknek csupán két számjegyet tartanak fenn (1950 óta). A külföldön született személyek megyeszámaként 99 szerepel, a település számát viszont a születési ország háromjegyű száma jelöli. 1964 előtt a 90-96 megyekódokat használták Algéria, Tunézia és Marokkó területén lajstromozott személyeknél.
[4] Abban az esetben, ha a születések száma egy adott hónapban meghaladja a 999-et, egy kiterjesztő számot alkalmaznak.
[5] Az ellenőrző szám kiszámítása: az első 13 jegyből álló számot elosztják 97-tel, a maradékot pedig kivonják 97-ből. Az ellenőrző szám e különbözettel egyenlő. Korzika esetében az A és B betűket nullával helyettesítik és az így kapott 13 jegyű számból az A (Corse-du-Sud) esetében levonnak 1 000 000-t, a B (Haute-Corse) esetében pedig 2 000 000-t, majd az ellenőrző számhoz elvégzik a fenti számítást.

### A NIR története
A nemzeti személyazonosító szám kitalálója René Carmille tábornok, hadügyi főszemlélő volt (a dachaui koncentrációs táborban halt meg 1944-ben), aki a Vichy-rezsim idején, 1941 áprilisa és augusztusa között dolgozta ki a kódrendszert a francia hadsereg titkos mozgósításának előkészítése érdekében.
Ezt a kódrendszert vette át később Algériában Marie tábornok, azért, hogy össze tudja írni a zsidókat, muszlimokat és más népcsoportokat. Célja az volt, hogy számba vegye az egész francia népességet és azokat – a Vichy-kormány politikájának megfelelően – etnikai, illetve állampolgársági státuszuk szerint diszkriminálja. Valójában a NIR első két számjegye, ami ma a személyek nemét jelölik, abban az időben sokkal „komplexebb” volt:
- 1 vagy 2 a francia állampolgárok,
- 3 vagy 4 (a „muzulmánoknak” nevezett) algériai őslakók, valamint minden, gyarmaton született nem zsidó személyek,
- 5 vagy 6 az őslakos zsidók,
- 7 vagy 8 a külföldiek, és
- 9 vagy 0 a meghatározatlan státuszú személyek részére.

Ezt az Algériában használt diszkriminatív kategorizálást 1944-ben eltörölték, és sohasem használták a francia anyaország területén, ahol a második világháború idején csak az 1 és a 2 volt használatban.
1946-ban a NIR kezelését az INSEE-re bízták. Ez az intézmény foglalkozik a „természetes személyek nemzeti azonosító regiszterével” (RNIPP) is, amely a következő személyes adatokból áll: NIR, családnév, keresztnév, nem, születési idő és hely, valamint a születési anyakönyv száma.

## Helyhatósági azonosító
A helyhatósági, vagy önkormányzati azonosítók minden helyhatóságra alkalmazzák, különösen a települések esetében, mivel számuk viszonylag nagy (36 778) és közöttük sok az azonos nevű.
A helyhatósági azonosító referenciadokumentuma a hivatalos földrajzi kód, melyet rendszeresen felülvizsgálnak a települések időnkénti névváltoztatása, szövetkezése és összeolvadása miatt.

### A település kódja
A teljes települési kód 8 karakterből és 3 szóközből áll:
- megye:
  - központi terület megyéi: 2 karakter (01-től 19-ig, 2A és 2B, majd 21-től 95-ig)
  - tengerentúli megyék és közösségek: 3 karakter (97…, 98…)
- szóköz
- kerület: 1 karakter
- szóköz
- járás: 2 karakter
- szóköz
- település:
  - központi terület települései: 3 karakter
  - tengerentúli települések: 2 karakter

A gyakorlatban használatos egy (az INSEE által tudomásul vett) 5 karakterre leegyszerűsített települési kód, szóközök nélkül, kizárólag a teljes kód „megyei” és „települési” kódját összecsoportosítva:
- központi terület megyéi: 2 karakter + 3 karakter
- tengerentúli megyék és közösségek: 3 karakter + 2 karakter

Az INSEE maga is használja ezt az egyszerűsített területi kódot, például (az összeírások eredményeként) egy település „valós népességének” bemutatásakor, de ugyanígy használja számos francia közigazgatási szervezet is. Ami a megyei irattárakat illeti, azok még ennél is egyszerűbb, 2-3 karakterre rövidített változatot használnak bizonyos tételek hivatkozási számaként a lerakataikban (például: a személyek jogi státuszára vonatkozó mikrofilmek).

### A járás kódja
A járásokkal kapcsolatos összeírások eredményének bemutatására az INSEE a hivatalos földrajzi kód egyszerűsített változatát használja:
- központi területen: a megye 2 karaktere [szóköz] a járás 2 karaktere
- tengerentúl: a megye/közösség 3 karaktere [szóköz] a járás 2 karaktere

### Megyei, illetve regionális kódok
A francia megyekódokat lásd a Franciaország közigazgatása címszó alatt.
A francia régiók INSEE kódját, illetve a régiók és megyék ISO 3166-2, valamint Európai Uniós statisztikai célú területi egységek nómenklatúrájának (NUTS) számát a Franciaország földrajzi kódjai (franciául) címszó alatt található.

## Vállalatok azonosítója

### A SIREN szám
A francia vállalatokat – függetlenül jogi formáiktól – a bejegyzési eljárás során a Nemzeti Statisztikai és Gazdasági Tanulmányok Intézete SIREN számmal látja el. A nemzeti kódszám sosem változik, az a vállalat fennmaradásának végéig állandó marad. Szerepe ugyanaz, mint a természetes jogi személyek esetében a NIR kódé.
Kilenc számjegyből áll, az első nyolc számjegyet szekvenciálisan adják ki, kivéve az 1-gyel és 2-vel kezdődő állami szervezetekét, a kilencedik számjegy pedig ellenőrző szám.
Például: 451 784 746
A SIREN szám képezi alapját a különféle (kereskedelmi, társasági, szakmai stb.) regiszterekbe történő felvételnek.

### A SIRET szám
A SIRET szám a francia vállalatok különböző létesítményeinek (telephelyeinek) azonosítására szolgál. Mivel egy vállalatnak lehet egy vagy több földrajzilag elkülönülő létesítménye, a SIREN számot egyfajta belső sorszámmal toldották meg, mely öt számjegyből áll: az első négyet szekvenciálisan adják ki, az ötödik pedig egy ellenőrző kulcs.
Például: 451 784 746 00054, mely megfelel az előbbi vállalat ötödik létesítményének.

### Európai uniós héa-szám
1993. január 1-jén vezették be Franciaországban az Európai Gazdasági Térségen (közösségen) belüli kereskedelmet biztosító hozzáadottérték-adó (TVA) szám rendszerét. (A TVA [taxe sur la valeur ajoutée] fordítása hozzáadottérték-adó, magyarországi megfelelője az áfa.) A kód az FR betűkhöz toldott, a vállalat székhelyén illetékes adóhatóság által megállapított kétjegyű számból, valamint a SIREN számból áll.
Például: FR 74 451 784 746
A gazdasági közösségen belüli héa-szám érvényességét bárki ellenőrizheti interneten, az uniós adószám-ellenőrző rendszer (VIES) segítségével (magyarul).

## A szakmai tevékenység azonosítója

### APE kód
A SIREN rendszerbe történő felvételkor az INSEE minden vállalatot és annak létesítményeit a francia tevékenységi jegyzékre (NAF) vonatkozó, és a vállalatok fő tevékenységét jellemző kóddal látnak el. Két alfaját tartják számon: az APEN kódot a vállalatok, míg az APET kódot azok létesítményei részére állítják ki.

### NAF kód
A NAF betűszó jelentése: francia tevékenységi jegyzék, melyet időről időre pontosítanak, kiegészítenek.